# Thủy điện Nậm La
Thủy điện Nậm La là công trình thủy điện xây dựng trên dòng Nậm La tại vùng đất xã Mường Bú huyện Mường La, tỉnh Sơn La, Việt Nam.
Thủy điện Nậm La có công suất lắp máy 27 MW với 3 tổ máy, sản lượng điện hàng năm 103,5 triệu KWh, khởi công tháng 12/2007  hoàn thành 2012 .
Thủy điện Nậm La thực hiện chuyển nước của dòng Nậm La từ bản Sẳng xã Chiềng Xôm tại vùng đèo Khau Phạ, chỗ đổ vào dòng ngầm, tới nhà máy điện  ở bản Hua Bó xã Mường Bú. Công trình nằm ngay sát đường tỉnh 106 từ thành phố Sơn La lên thủy điện Sơn La.

## Nậm La
Nậm La là phụ lưu cấp 2 của sông Đà, bắt nguồn từ các suối ở vùng núi các xã Bản Lầm huyện Thuận Châu 21°17′34″B 103°47′39″Đ / 21,29278°B 103,79417°Đ, chảy theo hướng đông nam.
Đến xã Mường Chanh huyện Mai Sơn 21°14′58″B 103°51′12″Đ / 21,24944°B 103,85333°Đ sông đổi hướng đông bắc. Sau đó nó chảy qua thành phố Sơn La, trong đó có đoạn qua nội thị, theo hướng tây bắc .
Đến giữa xã Chiềng Xôm sông đổi hướng đông 21°24′4″B 103°55′19″Đ / 21,40111°B 103,92194°Đ, và tại bản Sẳng chỗ đèo Khau Phạ thì Nậm La chảy ngầm một đoạn cỡ hơn 4 km, xuất lộ 1 km rồi hợp lưu với Nậm Pàn thành dòng Nậm Bú  đổ vào sông Đà 21°27′4″B 104°3′11″Đ / 21,45111°B 104,05306°Đ.